# Шайда, Павел
Павел Шайда (пол. Paweł Szajda) — американский актёр польского происхождения.

## Биография
Родился 13 января 1982 года в Фармингтоне, штат Коннектикут.. В 1999 окончил местную старшую школу. Родители Павла отправляли его вместе с братьями и сёстрами каждую субботу в польскую школу.
Дебютировал в 2003 году в мелодраме «Под солнцем Тосканы», в котором сыграл иммигранта-разнорабочего Павла. Режиссёр фильма Одри Уэллс хотела видеть в этой роли актёра из Польши, но из-за проблем с визой решила взять американца польского происхождения. После окончания съёмок фильма, Шайда отправился в Нью-Йорк, где обучался в Фордемском университете на кампусе на Линкольн-центре.
В 2008 снимался во второстепенной роли американского солдата-пулемётчика Уолта Хассера в мини-сериале «Поколение убийц», в следующем году появился в главной роли в фильме режиссёра Анджея Вайды «Аир». В 2011 сыграл талантливого польско-американского пианиста Оливера в драме «Победитель», после чего вернулся в Соединённые Штаты.

## Фильмография
| Год  |   | Русское название                      | Оригинальное название        | Роль                |
| ---- | - | ------------------------------------- | ---------------------------- | ------------------- |
| 2003 | ф | Под солнцем Тосканы                   | Under the Tuscan Sun         | Павел               |
| 2004 | с | Королева экрана                       | Hope & Faith                 | парень в колледже   |
| 2005 | ф | Болото                                | Venom                        | Рики                |
| 2008 | с | Поколение убийц                       | Generation Kill              | капрал Уолт Хассер  |
| 2009 | ф | Аир                                   | Tatarak                      | Богус               |
| 2011 | с | Голубая кровь                         | Blue Bloods                  | Сергей Соколофф     |
| 2011 | ф | Победитель                            | Wygrany                      | Оливер Линовски     |
| 2011 | с | Закон и порядок: Преступное намерение | Law & Order: Criminal Intent | Пи-Джей Эдвардс     |
| 2011 | с | В поле зрения                         | Person of Interest           | Дрост               |
| 2012 | с | Белый воротничок                      | White Collar                 | доктор Другов       |
| 2014 | с | Красавица и чудовище                  | Beauty and the Beast         | Влад                |
| 2014 | с | Бездельник                            | Deadbeat                     | Микаэль             |
| 2015 | с | Агент Картер                          | Agent Carter                 | Овечкин             |
| 2016 | ф | Такой же предатель, как и мы          | Our Kind of Traitor          | голубоглазый убийца |
| 2016 | ф | Абсолютная власть                     | Imperium                     | Винс Сарджент       |
| 2018 | с | Элементарно                           | Elementary                   | Ваня Борозан        |
| 2018 | с | Династия                              | Dynasty                      | Николай Димитров    |